# Karsten Schmidt (Richter)
Karsten Schmidt (* 28. Juni 1973 in Erlangen) ist ein deutscher Jurist. Er ist seit dem 30. Mai 2018 Richter am Bundesgerichtshof.

## Leben und Wirken
Schmidt war nach einer Ausbildung zum Rechtspfleger in den Jahren 1993 bis 1996 zunächst als Justizinspektor bei den Amtsgerichten Sulzbach und Saarbrücken tätig. Nach Ablegung der beiden juristischen Staatsexamina trat er 2003 in den Justizdienst des Saarlandes ein und wurde beim Amtsgericht Saarbrücken eingesetzt. Von 2004 bis 2007 wurde er an das Ministerium für Justiz, Gesundheit und Soziales des Saarlandes abgeordnet. Während dieser Abordnung wurde er 2007 zum Richter am Landgericht Saarbrücken ernannt. 2007 bis 2010 wurde Schmidt als wissenschaftlicher Mitarbeiter an das Bundesverfassungsgericht abgeordnet. Nach einer vorübergehenden Abordnung an das Amtsgericht Lebach war er seit Mitte September 2010 bei dem Saarländischen Oberlandesgericht tätig. Dort erfolgte 2011 seine Ernennung zum Richter am Oberlandesgericht. Von Oktober bis Dezember 2014 war er mit seiner halben Arbeitskraft an den Landtag des Saarlandes und ab Juni 2017 an die Staatskanzlei des Saarlandes abgeordnet. Schmidt ist promoviert.
Das Präsidium des Bundesgerichtshofs wies Schmidt zunächst dem vornehmlich für Rechtsstreitigkeiten über Ansprüche aus Kauf, Leasing und Wohnraummietverhältnissen zuständigen VIII. Zivilsenat zu.